# Perro guía

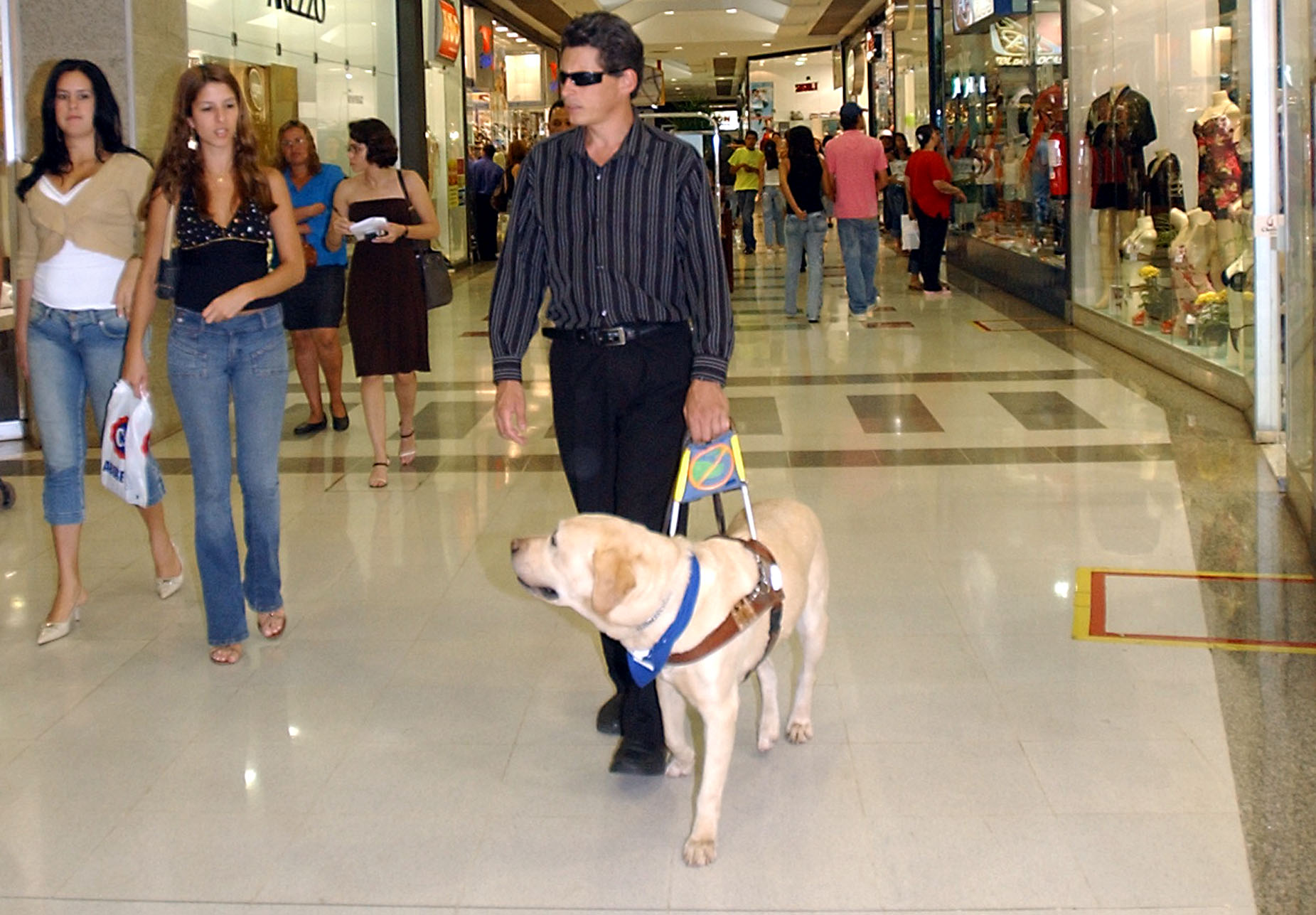
Persona ciega con su perro guía.

Un perro guía, perro lazarillo o perro de asistencia es un perro adiestrado para guiar a aquellas personas ciegas o con discapacidad visual o para ayudarlas en los trabajos del hogar. El perro guía es uno de los tipos de perros de asistencia que existen, posiblemente el más antiguo y más conocido. Es el único reconocido legalmente hoy en día, hecho que le permite unos derechos y privilegios no reconocidos entre el resto de los perros como, por ejemplo, la aceptación obligatoria en el transporte público.
Durante el control de los deficientes visuales el perro debe tener capacidad para percatarse de peligros eventuales para el dueño debido a las barreras arquitectónicas, requiriéndose una capacidad bastante alta de inteligencia y nivel de entrenamiento avanzado del animal.
A pesar de que los perros pueden ser entrenados para evitar varios obstáculos, no son capaces de distinguir colores como el verde y el rojo, de forma que no pueden interpretar un semáforo.

## Antecedentes
Los primeros animales de servicio en Gran Bretaña eran pastores alemanes. Cuatro de estos primeros eran: Flash, Judy, Meta y Folly, que fueron entregados a sus nuevos propietarios, los veteranos ciegos en la Primera Guerra Mundial, el 6 de octubre de 1931 en Wallasey, Merseyside. En 1934, la The Guide Dogs for the Blind Association de Gran Bretaña, comenzó sus operaciones, y su primer instructor permanente fue el militar ruso, Capitán Nikolai Liakhoff, que llegó al RU en 1933.
Por otro lado, años atrás, en 1916 cuando se fundó la primera escuela dedicada a este tipo de adiestramiento, en Alemania. Esta escuela fue creada por el Dr. Gerhard Stalling, con el objetivo de ayudar a los soldados que quedaron ciegos en combate durante la Primera Guerra Mundial.
Diez años más tarde, la adiestradora americana Dorothy Eustis descubrió esta escuela y escribió un artículo sobre ella en el periódico "The Saturday Evening Post". Este artículo llamó la atención de Morris Frank, un joven invidente americano que propuso a Eustis que adiestrara un perro para él. Eustis aceptó, y en 1928 Morris Frank se convirtió en el primer estadounidense que tenía un perro guía oficialmente entrenado.
El éxito de Morris Frank inspiró a Dorothy Eustis a fundar la primera escuela de perros guía en Estados Unidos, en Tenesse. Esta escuela, llamada "The seeing eye" (Los ojos que ven), se convirtió en un modelo para otras escuelas de perros guía en todo el mundo.

## Entrenamiento
El proceso de selección y entrenamiento de los perros guía es largo y exigente. Los cachorros son sometidos a pruebas para evaluar sus características y temperamento. Aquellos que son elegidos son cuidados por familias adoptivas hasta que cumplen un año de edad. Luego, ingresan a una escuela especializada de perros guía, donde reciben un entrenamiento especializado durante aproximadamente 4 a 6 meses.Durante su entrenamiento, los perros guía aprenden a obedecer comandos, caminar del lado izquierdo, evitar obstáculos, llevar su arnés y comportarse adecuadamente en lugares públicos. También aprenden a desobedecer órdenes que puedan poner en peligro a su dueño.
Las personas ciegas que desean obtener un perro guía deben cumplir con ciertos requisitos, como tener experiencia en rehabilitación de orientación y movilidad, haber utilizado el bastón blanco y tener la necesidad de desplazarse diariamente en la vía pública, ya sea por motivos de estudio, trabajo u otras actividades.Una vez que se aprueba la solicitud, la persona ciega recibe capacitación sobre cómo manejar al perro guía. Durante aproximadamente un mes, la persona ciega y el perro guía vivirán juntos y se convertirán en un equipo inseparable, donde uno cuidará del otro.

## Tipos
Los perros guía se pueden clasificar en dos tipos principales:
- Perros guía de obediencia: estos perros están entrenados para seguir las instrucciones básicas de su dueño, como sentarse, quedarse quieto y caminar al lado.
- Perros guía de asistencia: estos perros están entrenados para realizar tareas más complejas, como abrir puertas, recoger objetos y ayudar a su dueño a cruzar calles.

## Perros de asistencia en el mundo

### Argentina
En Argentina las personas con discapacidad pueden entrar y permanecer con su perro guía en:
- Establecimientos gastronómicos, restaurantes y locales comerciales.
- Oficinas del sector público y privado.
- Lugares de ocio y tiempo libre, clubes deportivos y centros culturales.
- Establecimientos de enseñanza pública o privada y establecimientos religiosos.
- Centros sanitarios y asistenciales.
- Hoteles, albergues, campamentos, apartamentos, balnearios, cámpines y establecimientos en general destinados al turismo.
- Transporte de pasajeros y a las áreas de uso público en las terminales o estaciones.
- Cualquier otro lugar, local o establecimiento público y privado de acceso público.

Además, en los medios de transporte le tienen que reservar el asiento más adecuado con mayor espacio libre o al lado de un pasillo, según el medio de transporte de que se trate.

### España
En España, la mayoría de los perros guía son entrenados y certificados por la ONCE. Esta organización se encarga del alto coste de un adiestramiento tan especial. En cuanto a las razas de perros, tradicionalmente se ha elegido el labrador retriever por su carácter apacible y poco alocado si está castrado desde pequeño. En los últimos años se han emprendido varias iniciativas para adiestrar perros de otras razas, e incluso mezclas y callejeros, como una manera de solucionar dos problemas sociales a la vez: elegir perros de las perreras y protectoras de animales y adiestrarlos para asistir a personas con cualquier tipo de discapacidad, incluidas las mentales (sean permanentes o no).

### México
Los perros guía para ciegos se introdujeron en México en la década de 1960. La primera organización en México que comenzó a entrenar perros guía fue la Organización Nacional de Ciegos de México (ONCE).
En 1968 había solo 30 perros guía que fueron entrenados y donados por Estados Unidos.
En la actualidad, existen varias organizaciones en México que se dedican a entrenar y proporcionar perros guía a personas con discapacidad visual. Estas organizaciones incluyen la ONCE, Perroguía México y la Fundación Canina de México.
A México se le atribuye, gracias a la Escuela para Entrenamiento de Perros Guía para Ciegos I.A.P., la primera de este tipo en Latam.
En 2018, el Congreso de la Unión aprobó una ley que garantiza el acceso de las personas usuarias de perros guía y animales de servicio a casi cualquier lugar público. Las únicas excepciones son:
- Las zonas de manipulación de alimentos, como cocinas, comedores y áreas de preparación de alimentos.
- Los quirófanos y las unidades de cuidados intensivos, donde la presencia de animales puede representar un riesgo para la salud.
- Las piscinas, donde los animales pueden contaminar el agua.
- Las zonas de restauración, como restaurantes y bares, donde los animales pueden molestar a otros clientes.
- Otros lugares con medidas higiénicas especiales, como laboratorios y hospitales.

Sin embargo, en 2022 se estimo que en México, existían poco más de 100 equipos formados por una persona y un perro guía debido a la escasez de individuos que se dedican a su entrenamiento y capacitación.
Por otro lado, el artículo 58 de la Ley Federal de Protección de los Derechos del Consumidor establece que los proveedores de bienes, productos o servicios no podrán negarlos o condicionarlos al consumidor por razones de género, nacionalidad, étnicas, preferencia sexual, religiosas o cualquiera otra particularidad.
Esto significa que no se podrá negar el acceso a un bien, producto o servicio a una persona por el simple hecho de ser mujer, extranjera, indígena, homosexual, católica o tener cualquier otra característica personal.
Además, el artículo incluye que no se podrá cobrar ningún tipo de cuota extraordinaria o compensatoria para las personas con discapacidad. Esto significa que, por ejemplo, una persona ciega con perro guía no podrá ser obligada a pagar más por un boleto de avión o un servicio de restaurante que una persona sin discapacidad.